# Erebus acuta
Erebus acuta är en fjärilsart som beskrevs av Fawcett 1917. Erebus acuta ingår i släktet Erebus och familjen nattflyn. Inga underarter finns listade i Catalogue of Life.